# Europarådets Parlamentariske Forsamling
Europarådets Parlamentariske Forsamling (engelsk: The Parliamentary Assembly of the Council of Europe) er en institution under Europarådet, som har sæde i Strasbourg. Forsamlingen udgøres af 630 repræsentanter fra de nationale parlamenter i medlemslandene, halvt fast medlemmer og halvt repræsentanter. Idet forsamlingen holdt sit første møde 10. januar 1949 er det den ældste af sin art.
Forsamlingen og Europarådets ministerkomité udgør Europarådets rådgivende organer. Mens ministerkomitéen i sagens natur kun omfatter repræsentanter fra regeringerne, sidder både regerings- og oppositionspolitikere i den parlamentariske forsamlingen. Ministerkomitéen har dog det formelle ansvar og træffer de endelige afgørelser om Europarådets virksomhed og budget.
Europarådets Parlamentariske Forsamling kan undersøge, anbefale og rådgive i konkrete sager. Idet alle europæiske stater på nær Hviderusland er repræsenteret, tillægges forsamlingens anbefalinger betydelig vægt i europæisk politik, ikke mindst når den udtaler sig i menneskerettighedsspørgsmål, ligesom forsamlingen sørger for at overvåge, at medlemslandene overholder de forpligtelser, der følger af at være medlem.
Forsamlingen udpeger dommerne ved Den Europæiske Menneskerettighedsdomstol og Europarådets generalsekretær.

## Danmarks delegation
Danmark har været medlem af Europarådet siden etableringen i 1949 og har fem repræsentanter. Én gang har Danmark beklædt formandsposten for den parlamentariske forsamling; Venstres Per Federspiel fra 1960 til 1963.

### Medlemmer (maj 2019)
- Michael Aastrup Jensen (formand for delegationen)
- Martin Henriksen
- Mogens Jensen
- Christian Langballe
- Ulla Sandbæk

### Suppleanter (maj 2019)
- Aaja Chemnitz Larsen
- Henrik Dahl
- Jan E. Jørgensen
- Peter Kofod
- Rasmus Vestergaard Madsen